# De Laak (roeivereniging)

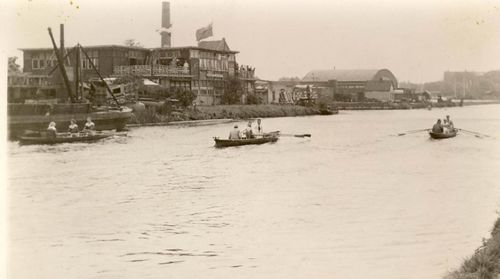
Het oude botenhuis.

Roeivereniging de Laak is een in Den Haag gevestigde roeivereniging, opgericht in 1911. De naam van de vereniging is vernoemd naar het stadsdeel Laak.
De vereniging beschikt over een vloot van circa 90 roeiboten. Bij de vereniging kan in recreatief- en wedstrijdverband worden geroeid. Er wordt voornamelijk geroeid op het Rijn-Schiekanaal. De Laak kent ongeveer 500 leden.